# Михайло Кияшко
Миха́йло Степа́нович Кия́шко (Кия́шко-Левандо́вський) (* бл. 1630 — † 25 липня 1687, Коломак) — український військовик доби Гетьманщини, соратник лівобережного гетьмана Дем'яна Ігнатовича. Наказний гетьман (1669), миргородський (1670-1672) і лубенський (1672) полковник.

## Походження
Походив зі шляхетського роду Левандовських. Найімовірніше, народився на Правобережній Україні. Вперше згаданий у 1667 — як компанійський полковник у правобережного гетьмана Петра Дорошенка.

## Служба в Д. Ігнатовича та війна проти П. Дорошенка
У червні 1668 взяв участь у поході на Лівобережжя. У липні залишений Дорошенком на Сіверщині — як підсилення для наказного гетьмана Дем'яна Ігнатовича. Разом зі своїми компанійцями залишився на службі в Ігнатовича, ставши його близьким дорадником і воєначальником. У грудні брав активну участь у раді в Новгороді-Сіверському, яка проголосила Ігнатовича гетьманом.
У березні 1669 підписав Глухівські статті як наказний прилуцький полковник. Призначений наказним гетьманом над компанійськими полками, що вели бойові дії проти південних лівобережних полків — прибічників Дорошенка. Козаки Кияшка відзначались грабунками та розправами над місцевим населенням. У червні 1669 міщани Ромен заявили, що здадуть місто Ігнатовичу, але не Кияшкові. Лівобережний гетьман послав туди з військом свого генерального суддю Івана Самойловича.
У липні 1669 корпус Кияшка розгромив дорошенківців на чолі з лубенським полковником Григорієм Гамалією, охотницькими полковниками Іваном Канівцем і Іваном Сірком під Рогинцями неподалік від Ромнів. У битві загинуло 400 козаків Лубенського полку, понад 150 потрапило у полон. Були захоплені в полон і полковник Канівець та лубенський полковий писар Вдовиченко. Гамалія дивом врятувався, втративши литаври і хоругву. Згодом під Березанню перед Кияшком капітулював миргородський полковник Григорій Гладкий зі своїм військом. Наказний гетьман змусив його присягнути Ігнатовичу. Восени того ж року Кияшко взяв участь у битві під Лохвицею, де війська гетьмана Ігнатовича завдали поразки полкам Гамалії та наказного гетьмана Якова Корицького. У листопаді загони Кияшка стояли поблизу Чорнух і Городища, впокорюючи «непослушні» Лубенський і Миргородський полки.
Навесні 1670 призначений миргородським полковником замість ненадійного Гладкого. У червні того ж року сповіщав Дем'яна Ігнатовича про переправлення на лівий берег полків наказного гетьмана Дорошенка Якова Лизогуба, який рухався у напрямку Горошин — Лубни. Дістав наказ перехопити Лизогуба. Відтіснив ворожий корпус назад на Правобережжя. Разом з охотницьким полковником Андрієм Мурашком за наказом гетьмана організував спеціальний кордон між Гетьманщиною та Запоріжжям, щоб унеможливити проникнення «свавільних куп» і «гультяйства». На дії компанійців скаржився у листі від 10 жовтня 1670 кошовий отаман Михайло Ханенко, докоряючи за затримання в дорозі на Січ купців і припасів.
У січні 1671 інформував гетьмана про стягування сил Дорошенка у район навпроти Кременчука. На початку 1672 очолював Лубенський полк замість Андрія Нестеренка.

## Після усунення Д. Ігнатовича
Після заколоту у березні та усунення Ігнатовича втік на Правобережжя, де пішов на службу до гетьмана Михайла Ханенка. Після зречення ним булави служив у Остапа Гоголя. 1676 згаданий як охотницький полковник у його війську. Згодом перейшов до Юрія Хмельницького. Під час Чигиринських походів приєднався до Івана Самойловича.
1678 отримав посаду гадяцького полкового осавула замість Тихона Стефановича, що загинув під Чигирином. У травні 1682 на цьому уряді брав участь у полковому межуванні. Отримав у рангове володіння село Липову Долину.
Учасник невдалого Кримського походу 1687. Вбитий 25 липня 1687 разом з кількома іншими старшинами Гадяцького полку — прибічниками Самойловича, у заворушеннях під час Коломацького заколоту.

## Нащадки
Син Василь — військовий товариш Гадяцького, пізніше — Харківського полку.
Син Самійло Левандовський (? — 1766) — корибутівський сотник Прилуцького полку (1740-1750), слабинський сотник Чернігівського полку (1751-1760).